# Gornji Ajdovec
Gornji Ajdovec este o localitate din comuna Žužemberk, Slovenia, cu o populație de 47 de locuitori.